# Dixon (Illinois)
Dixon – miasto w Stanach Zjednoczonych w stanie Illinois nad rzeką Rock River w Hrabstwie Lee.

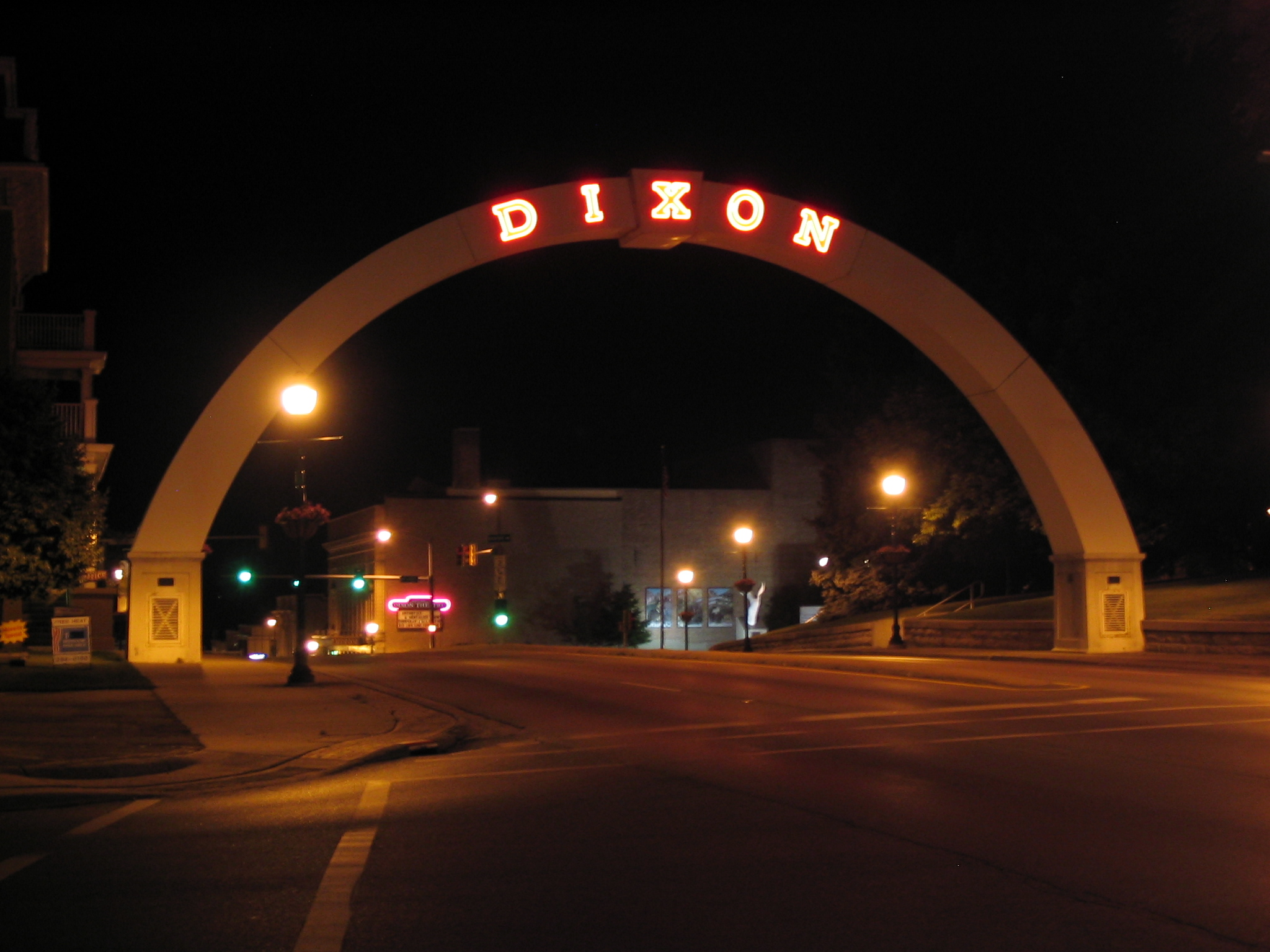
Łuk upamiętniający żołnierzy poległych w I wojnie światowej (2007 r.)

## Historia
Założone zostało w 1828 roku przez człowieka imieniem Ogee mieszanego francusko-indiańskiego pochodzenia, pierwotnie jako osada z promem na rzece Rock River, a w 1929 posiadało już własną pocztę.

## Znane osoby
Dzieciństwo w Dixon spędził 40. prezydent Stanów zjednoczonych – Ronald Reagan, który urodził się w Tampico a do Dixon przeprowadził wraz z rodzicami w wieku 9 lat.

## Klimat
Miasto leży w strefie klimatu kontynentalnego, wilgotnego z gorącym latem, należącego według klasyfikacji Köppena do strefy Dfa. Średnia temperatura roczna wynosi 9,5 °C, a opady 881,4 mm (w tym 79 cm śniegu). Średnia temperatura najcieplejszego miesiąca – lipca wynosi 23,3 °C, natomiast najzimniejszego stycznia -6,1 °C. Najwyższa zanotowana temperatura wyniosła 43,3 °C, natomiast najniższa -35,6 °C. Miesiącem o najwyższych opadach jest czerwiec o średnich opadach wynoszących 109,2 mm, natomiast najniższe opady są w lutym i wynoszą średnio 35,6.